# 奧列克西伊夫卡 (博布里涅茨區)
48°3′38″N 32°16′26″E / 48.06056°N 32.27389°E
奧列克西伊夫卡（烏克蘭語：Олексіївка），是烏克蘭中部的村莊，隸屬基洛夫格勒州的克羅皮夫尼茨基區。該村始建於1777年，面積1.72平方公里，海拔高度91米，2001年人口654，人口密度每平方公里380.2人。